# WTCC i Japan
FIA WTCC Race of Japan är den japanska deltävlingen av FIA:s standardvagnsmästerskap World Touring Car Championship. Deltävlingen kördes mellan 2008 och 2010 på Okayama International Circuit, sex mil norr om staden Okayama, men från och med 2011 till den korta versionen av Suzuka International Racing Course.

## Säsonger

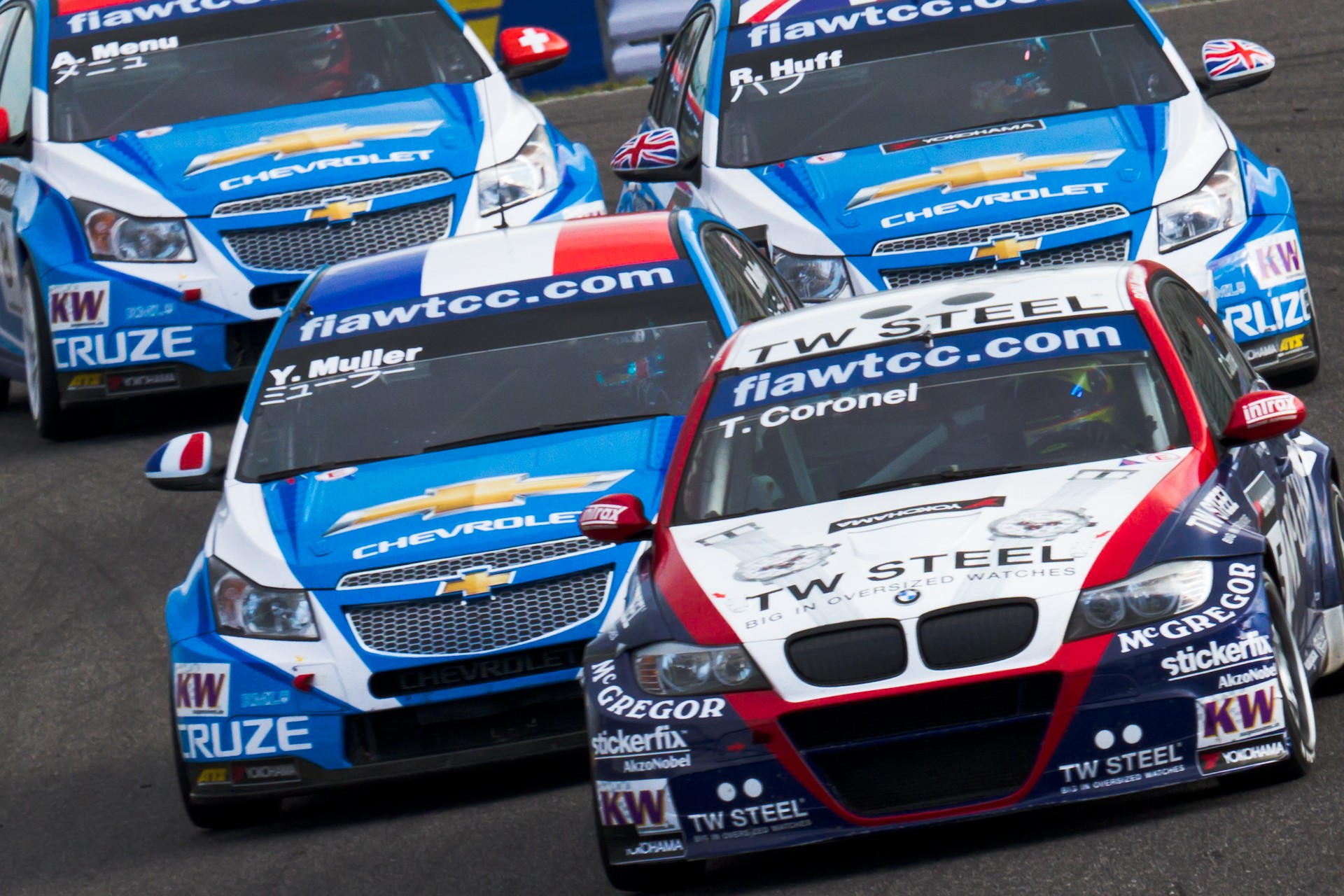
Tom Coronel hårt uppvaktad av tre Chevroleter på Suzuka International Racing Course 2011.

| År   | Bana                               | Race | Segrare förare              | Segrare märke                  | Rapport           |
| ---- | ---------------------------------- | ---- | --------------------------- | ------------------------------ | ----------------- |
| 2011 | Suzuka International Racing Course | 1 2  | Alain Menu Tom Coronel      | Chevrolet Cruze 1.6T BMW 320si | WTCC i Japan 2011 |
| 2010 | Okayama International Circuit      | 1 2  | Robert Huff Augusto Farfus  | Chevrolet Cruze LT BMW 320si   | WTCC i Japan 2010 |
| 2009 | Okayama International Circuit      | 1 2  | Andy Priaulx Augusto Farfus | BMW 320si                      | WTCC i Japan 2009 |
| 2008 | Okayama International Circuit      | 1 2  | Rickard Rydell Tom Coronel  | SEAT León TDi SEAT León TFSi   | WTCC i Japan 2008 |